# Kilometerboekje

Kilometerboekje voor 500 km in 1899

Een kilometerboekje was een veel gebruikt treinabonnement op basis van een vast aantal gekochte kilometers met korting. Zover bekend kende tot 12 april 2022 alleen de Tsjechische Spoorwegen nog een Kilometrická banka (Kilometerbank) en de Westbahn GmbH heeft kilometerbanken vernieuwd.
De reiziger koopt een vast aantal tariefkilometers. Vooraf aan elke reis wordt door de reiziger de treinrit met vertrekpunt en bestemming ingevuld in het boekje, waarna door spoorwegpersoneel het aantal te reizen kilometers wordt afgetrokken van het saldo.

## Nederland
In Nederland voerden de SS, NCS en de NBDS eind negentiende eeuw een gemeenschappelijk tariefsysteem in. De basis vervoersbewijzen in de drie klassen waren:
- Enkeltjes
- Maandretours (met retourkorting)
- Algemene abonnementenkaarten
- Groepskaarten (voor een aantal lijnen)
- Vakantiekaartjes in de zomermaanden (retours)[3]

De tarieven waren degressief (relatief goedkoper hoe groter de afstand). De HIJSM had vaste kilometertarieven maar had goedkopere tarieven voor het korteafstandbuurtverkeer.
Voor 1911 werden door de SS maatschappijen vrij reis kilometerboekjes uitgegeven van 500 km (voor zes maanden) en 1000 km en 5000 km (voor een jaar) en kilometerboekjes voor vaste trajecten. De prijzen waren: 1ste klasse, 3 cent/km, 2de klasse, 2,25 cent/km, 3de klasse, 1,5 cent/km. De kilometerprijs was ongeveer de prijs of de boven de 200km prijstabel voor enkele reizen. 
De vrij reizen kilometerboekjes kilometers zijn op naam, terwijl die voor vaste trajecten zijn aan toonder en konden door meerdere reizigers worden gebruikt. Samen reizen was mogelijk voor beide soorten kilometerboekjes, maar bij een vrij reizen kilometerboekje moeten de personen van hetzelfde huishouden zijn. Bij vrijereizenkilometerboekjes moesten de reisgegevens voor het vertrek ingevuld zijn en bij een bemand station werden het aantal te reizen kilometers ingevuld door de loketbediende en afgestempeld.
Voor de reizigers werden kilometerboekjeshandleidingen gedrukt om de ingewikkelde regels uit te leggen en zodat een slimme reiziger de goedkoopste combinatie van treinkaarten kon berekenen met de hulp van kilometertabellen en kaarten.

### Tarievengemeenschap met HIJSM (vanaf 1911)

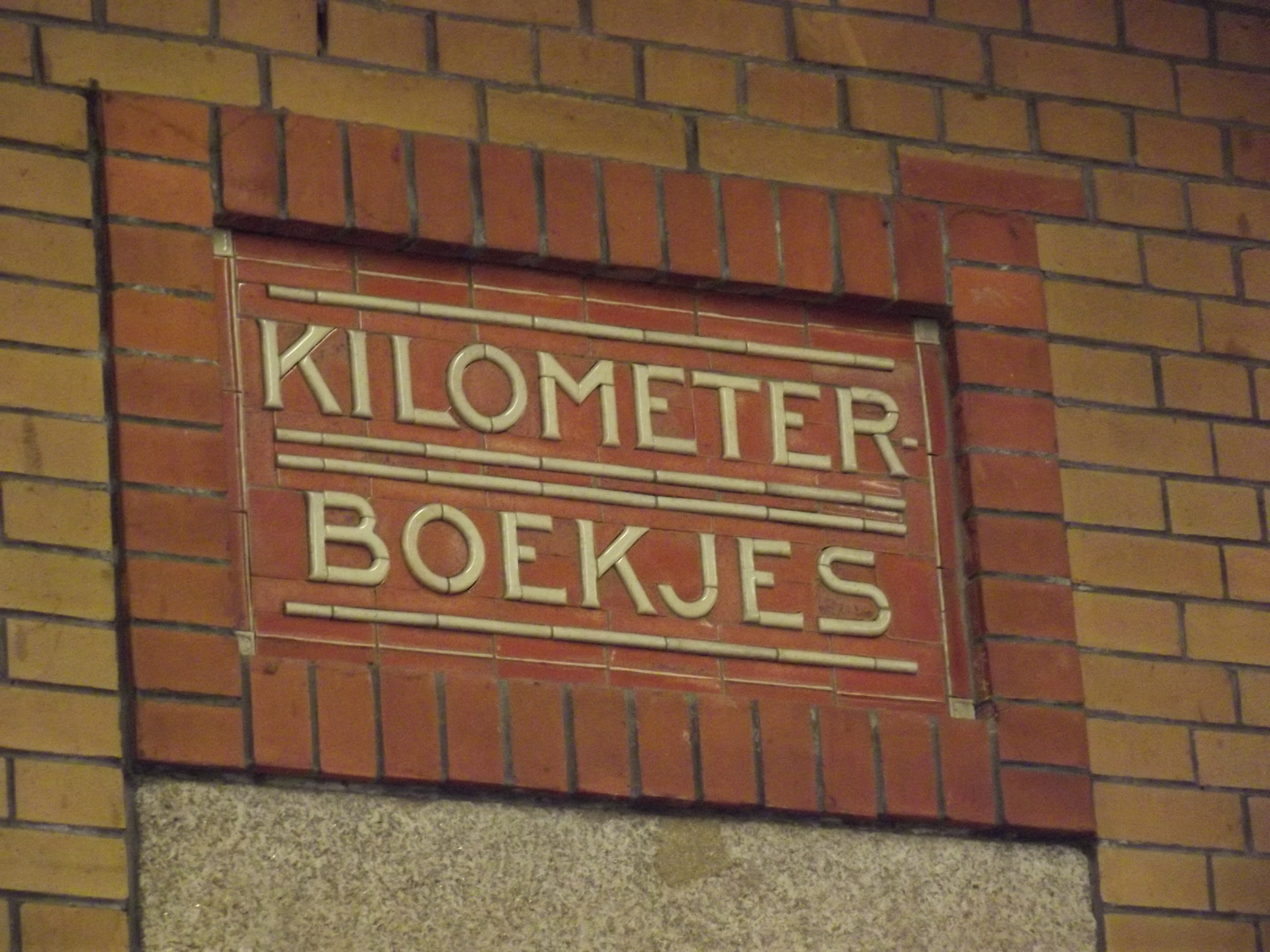
In 1914 werd in het nieuwe stationsgebouw van Weert een special loket ingericht voor kilometerboekjeshandelingen.

Vanaf 1 januari 1911 was er een tarievengemeenschap met alle grote spoorwegmaatschappijen ook de HIJSM. Vanaf dat moment waren de kilometerboekjes ook geldig op de HIJSM. Er kan maar maximaal 200 kilometer per rit worden berekend. Tevens worden kilometerkaarten ingevoerd: dat zijn twee enkeltjes zonder afstandsbeperking voor de prijs van een 400km-kilometerboekje.
Met het kolentekort als gevolg van de Eerste Wereldoorlog wordt in begin 1917 de treindienst ingeperkt en de treintarieven verhoogd om het reizigersvervoer in te perken. De prijs van de kilometerboekjes wordt met 20 % verhoogd. Op 10 mei 1917 wordt de afgifte van kilometerboekjes gestaakt en de prijzen van de kilometerkaarten nogmaals verhoogd. De kilometerkaarten kregen daarna nog met diverse prijsaanpassingen te maken, maar de kilometerboekjes kwamen niet meer terug. Op 1 januari 1922 werden ook de kilometerkaarten afgeschaft.